# Žiga Smrtnik
Žiga Smrtnik, slovenski nogometaš, * 1. februar 1994, Ljubljana.
Smrtnik je profesionalni nogometaš, ki igra na položaju napadalca. Od leta 2022 je član italijanskega kluba Gemonese 1919. Pred tem je igral za slovenske klube Koper, Jadran Dekani in  Radomlje ter italijanske Kras Repen, Cjarlins Muzane, Tamai, Chions in Brian Lignano. Skupno je v prvi slovenski ligi odigral 32 tekem. Bil je tudi član slovenske reprezentance do 16, 17, 18 in 19 let.